# Communauté de communes
Communauté de communes är en typ av samarbetsorgan för kommuner i Frankrike. Det utgör ett ramverk inom vilket specifika frågor behandlas gemensamt mellan kommunerna. Den 1 januari 2007 fanns det 2400 communautés de communes i Frankrike (varav 2391 i France métropolitaine och 9 i France d'outre-mer) med sammanlagt 26,48 miljoner invånare .

## Legitimitet
Communauté de communes skapades genom en av det franska parlamentet stiftad lag som trädde i kraft 6 februari 1992. 
Till skillnad från communautés d'agglomération och communautés urbaines så är communautés de communes inte beroende av en viss uppnådd folkmängd, utan är endast avhängigt en geografisk samhörighet.